# C4ISR
C4ISR (auch C4ISR) ist ein militärisches Akronym für command, control, communications, computers, intelligence, surveillance, and reconnaissance, also auf Deutsch: Führung, Information, Kommunikation, Computersysteme, Nachrichtenwesen, Überwachung und Aufklärung. Die Abkürzung wurde zuerst von den US-Streitkräften verwendet.
Der Begriff bezieht sich vor allem auf eine Vernetzung aller Führungsinformationssysteme, um ein genaueres Lagebild zu erhalten und so die Entscheidungsfindung und Führungsfähigkeit der Führung zu verbessern. Man begegnet dem Begriff in zahlreichen Strategiepapieren und politischen Stellungnahmen.
Eine Erweiterung des Akronyms in Bezug auf die Erweiterung des Führungsinformationssystems um den Nachrichtenzyklus, der auch den Einsatz mit letalen oder nichtletalen Wirkmitteln ermöglicht, wird als C4ISTAR bezeichnet. Dieses steht für C4 (Command, Control, Communications, and Computers), dem Führungsinformationssystem, und ISTAR (Intelligence, Surveillance, Targeting (auch: Target Acquisition), and Reconnaissance), zu deutsch: Nachrichtenwesen, Überwachung, Zielfindung und -bestimmung und Aufklärung.